# Floreşti
Floreşti er en kommune i Transsylvanien i Rumænien, distrikt Cluj, med 8.605 indbyggere.